# Лох зонтичный
Лох зо́нтичный (лат. Elaeagnus umbellata) — деревянистое или кустарниковое растение, вид рода Лох (Elaeagnus) семейства Лоховые (Elaeagnaceae).

## Ботаническое описание
Листопадный кустарник или небольшое дерево высотой до 3,5 м  (максимальная высота — 4,7 м) с густой кроной. Диаметр кроны взрослого дерева — 160 см. Обычно имеет острые шипы в виде игловидных отростков.
Листья очерёдные, эллиптические или продолговато-яйцевидные, 4–10 см длиной и 2–4 см шириной, туповатые или коротко заостренные на верхушке, закругленные и ширококлиновидные в основании, с волнистыми краями. Кожистые. При появлении ранней весной листья покрыты мелкими серебристыми чешуйками, но в течение лета они становятся более зелёными сверху, так как чешуйки стираются. Нижняя сторона листьев покрыта серебристыми чешуйками более интенсивно, чем у родственного вида Elaeagnus angustifolia, который остается серебристым до осеннего сбрасывания листьев.
Цветки 8–9 мм в длину и 7 мм в диаметре, четыре доли, бледно-жёлтовато-белые (от белого до жёлтого цвета). Венчик четырехлопастный венчик длиной 1 см. Цветки собраны в соцветия — гроздья по 1–7 штук, которые располагаются в пазухах листьев. Ароматные (часто сильно ароматные). Они являются важным источником нектара для опылителей, таких как пчёлы. Цветение происходит в июне.
Плоды созревают к октябрю, плодоношение начинается в 9 лет.
Темп роста и зимостойкость средние.

## Распространение
Родиной лоха зонтичного является Восточная Азия. В регионах своего происхождения — тропической и умеренной Азии — E. umbellata не считается инвазивным видом, но во многих регионах мира он стал инвазивным в дикой и культурной среде, особенно на востоке США.

### Аборигенный вид
Аборигенный вид для Афганистана, Бутана, Индии, Японии, Кореи, Непала и Китая — на высотах (100-)500-3000 м. Ганьсу, Хубэй, Цзянсу, Ляонин, Шэньси, Шаньдун, Шаньси, Сычуань, Сизан, Юньнань, Чжэцзян.

### Заносной ареал
E. umbellata был целенаправленно завезён в США и Великобританию для создания защитных поясов, борьбы с эрозией, рекультивации пустырей, создания среды обитания диких животных и декоративных садов. К концу XX века кустарник стал вредным сорняком и инвазивным видом во многих штатах США от восточного побережья до центральных прерий, а также широко распространился по Европе.
Благодаря значительной семенной продуктивности и высокой всхожести E. umbellata быстро захватывает новые территории, где легко прорастает после сжигания или вырубки. Поскольку заросли E. umbellata являются средой обитания для диких животных, например, служат кормом и укрытием для оленей, местом гнездования птиц, а ягоды служат пищей для нескольких видов животных, в некоторых районах США его высаживают для борьбы с дикими животными.
В Европе E. umbellata распространился в Великобритании, Бельгии, Франции и Италии, но культивируется в Нидерландах и Шотландии. В некоторых регионах Северной Америки, где он натурализовался, E. umbellata считается вредным сорняком, особенно в центральных и северо-восточных районах США. В Канаде она является «запрещенным вредным сорняком» в соответствии с Законом о борьбе с сорняками Альберты 2010 г.

## Галерея

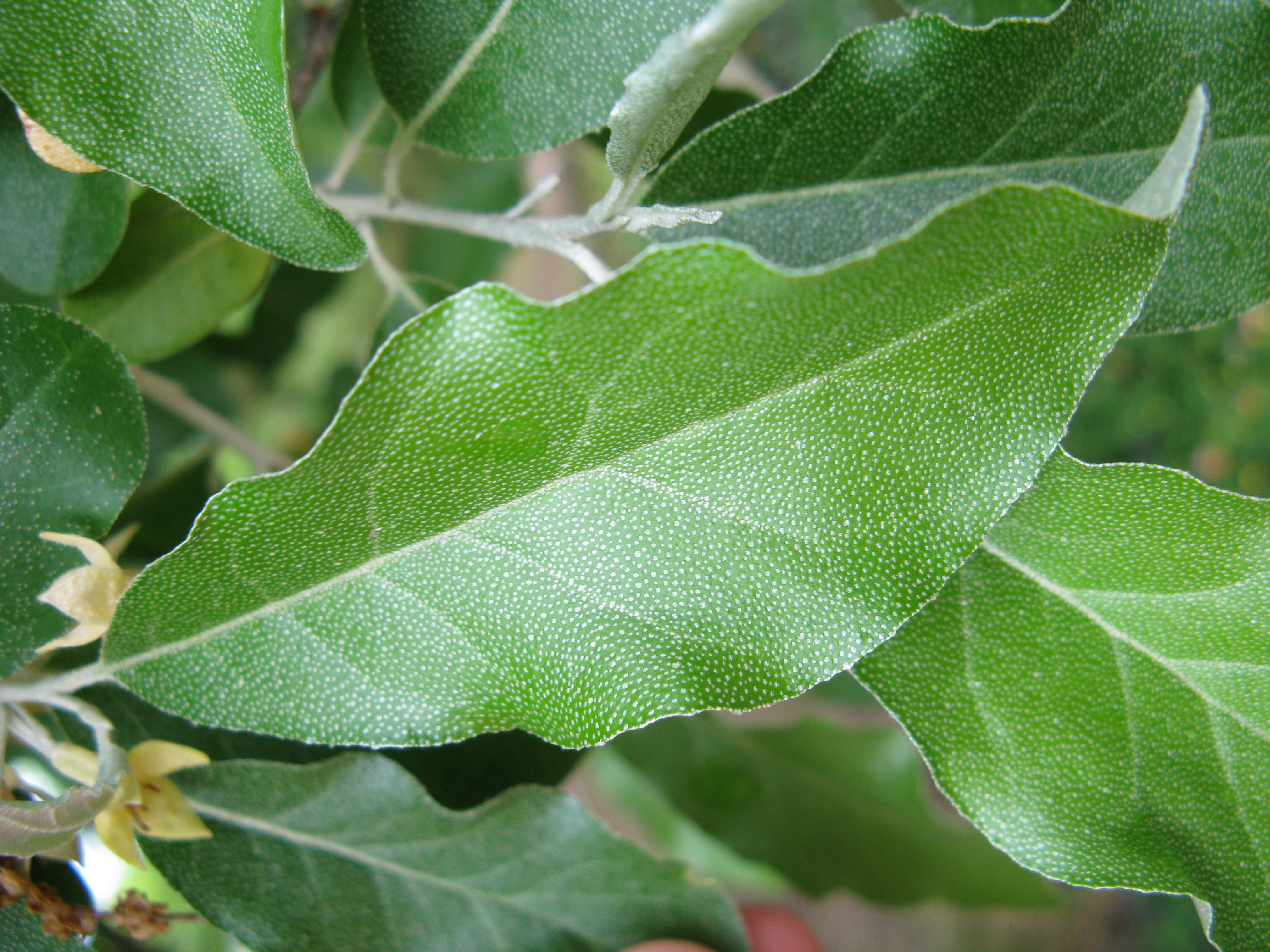
Листья
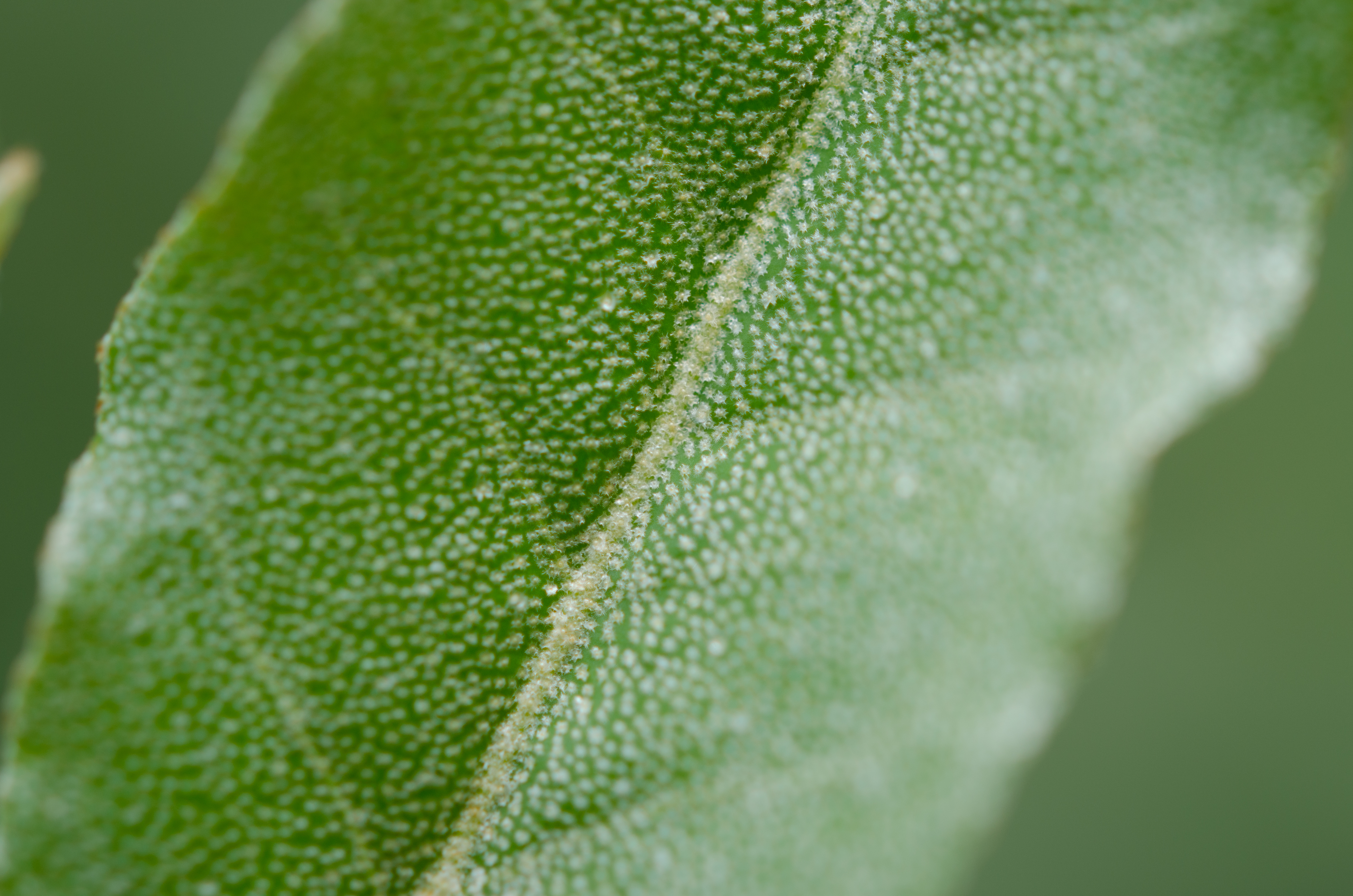
Верхняя поверхность листа
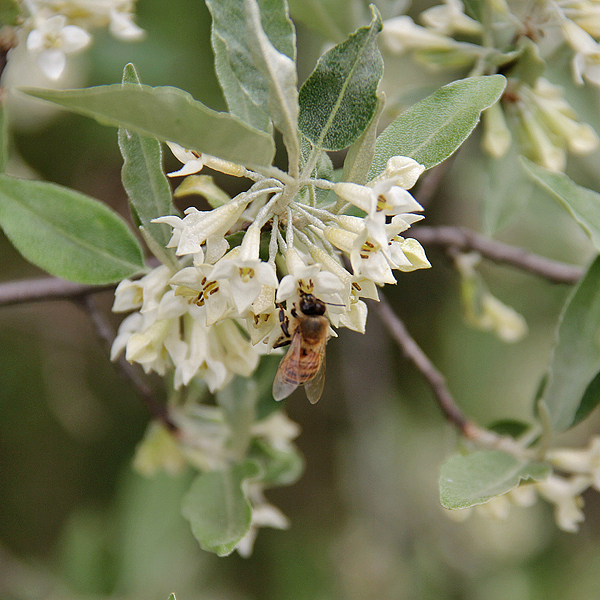
Медоносная пчела собирает нектар на соцветии
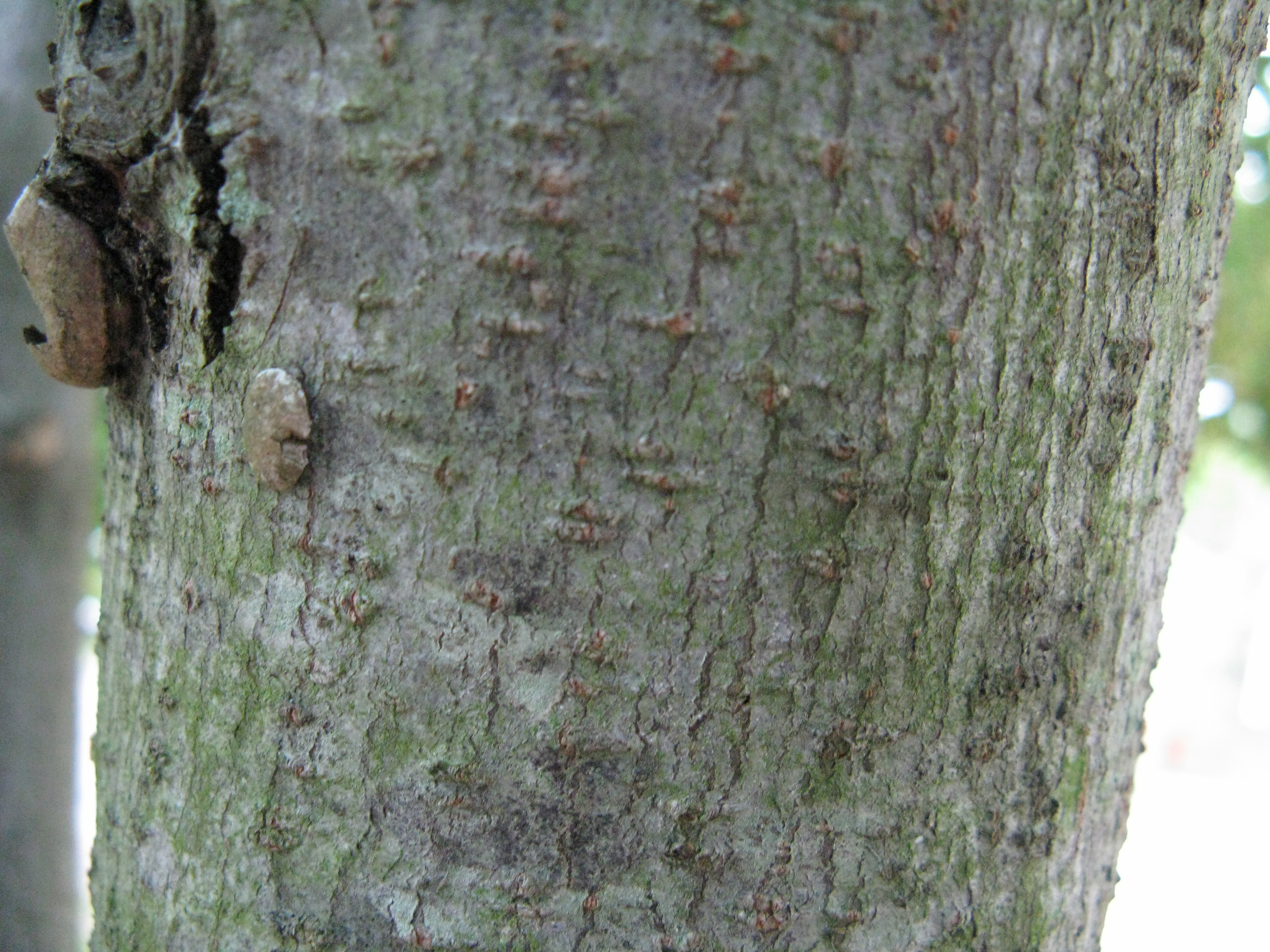
Кора
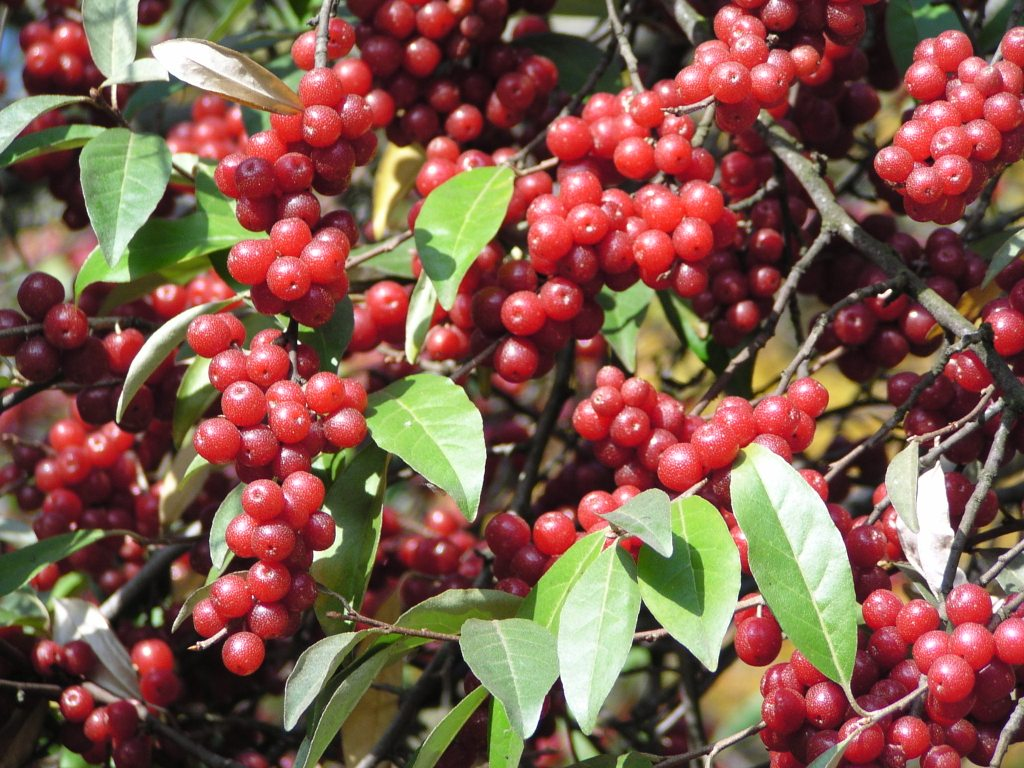
Спелые плоды